# Ljudmila Wassiljewna Sokolowa
Ljudmila Wassiljewna Sokolowa (russisch Людмила Васильевна Соколова; * 3. Juni 1929 in Moskau; † 11. November 2015 ebenda) war eine sowjetische Fernsehmoderatorin sowie Theater- und Film-Schauspielerin.

## Laufbahn
Sokolowa studierte am Staatlichen Institut für Theaterkunst unter Grigori Grigorjewitsch Konski. Anschließend trat sie am Dramen- und Komödientheater des Oblast Moskau in Noginsk und danach am Dramatheater „M. Gorki“ in Minsk auf.
In Die junge Garde (1948) und Lied der Heimat (1952) spielte die dunkelhaarige Mimin ihre ersten beiden Rollen vor der Kamera, wurde aber nicht in den Credits genannt. Zwei Jahre später war sie in einer tragenden Nebenrolle in dem Drama Im fernen Hafen von Wladimir Alexandrowitsch Braun zu sehen. Ebenfalls 1954 gab Sokolowa den weiblichen Hauptcharakter in dem vom Kiewer Kinostudio produzierten Märchenfilm Андриеш (Andrijesch). Das auf einer Geschichte von Emilian Nestorowitsch Bukow basierende Werk kam am 30. Mai 1955 in die Kinos und markierte zugleich das Ende ihrer Filmlaufbahn.
Nach ersten Erfahrungen als Moderatorin beim Minsker Fernsehen war sie ab 1957 für das Zentralfernsehen in Moskau beschäftigt. Neben der Präsenz vor der Kamera bildete Sokolowa angehendes Personal aus und erfreute sich unter ihren Kollegen aufgrund dessen großer Beliebtheit. Seit dem 19. November 1982 war sie Trägerin des Titels Verdiente Künstlerin der RSFSR.
Sokolowa starb 86-jährig und wurde auf dem Friedhof Trojekurowo beigesetzt.

## Theaterarbeit (Auswahl)

### Dramen- und Komödientheater des Oblast Moskau
- 1951: Мачеха (Matschecha) – nach Dawit Kldiaschwilis Roman Samanischwilis Stiefmutter

### Dramatheater „M. Gorki“
- 1954: Scapins Streiche (Les Fourberies de Scapin) – von Molière
- 1956: The Skin Game – von John Galsworthy

## Filmografie
- 1948: Die junge Garde (Molodaja gwardija)
- 1952: Lied der Heimat (Kompositor Glinka)
- 1954: Im fernen Hafen (Komandir korablja)
- 1955: Андриеш (Andrijesch)